# Daniela Golpashin
Daniela Golpashin (née le 2 juin 1985 à Vienne) est une comédienne et actrice de théâtre et de cinéma autrichienne.

## Biographie
Daniela Golpashin est la fille d'un Iranien et d'une Autrichienne d'origine iranienne. Cependant, elle n'est jamais allée en Iran et ne parle pas le farsi. Ses parents ont divorcé et elle a grandi avec sa mère et sa sœur à Vienne.
Daniela Golpashin a étudié au Conservatoire de Vienne. Avant la première année de formation, elle a tourné dans un épisode de Trautmann et de Rex, chien flic. Elle est devenue célèbre, alors qu'elle n'avait que 21 ans dans le film historique en deux parties de Robert Dornhelm, Prince Rodolphe : l'héritier de Sissi, en interprétant la princesse Stéphanie de Belgique aux côtés de Klaus Maria Brandauer, Omar Sharif et Birgit Minichmayr. Pour son premier rôle principal, elle a reçu le prix Romy TV dans la catégorie étoile filante féminine.